# PV Telescopii
PV Telescopii ist ein Stern in einer Entfernung von etwa 13000 Lichtjahren. Er ist der Prototyp der PV-Telescopii-Sterne, welche zu den Pulsationsveränderlichen Sternen gehören.
Der Stern scheint sich in einem späten Stadium zu befinden, vor dem Übergang zu einem Weißen Zwerg. Vermutlich hat sich der Stern in der Vergangenheit bereits in diesem Stadium befunden und wurde durch die Kollision mit einem zweiten Weißen Zwerg wieder zu einem Überriesen mit dieser speziellen Charakteristik.